# Alicia Penalba
Alicia Penalba est une sculptrice non figurative née le 9 août 1913 à San Pedro en Argentine, et morte le 4 novembre 1982 à Saint-Geours-de-Maremne (Landes), où elle s'était établie en 1948. 

## Biographie
Alicia (Pérez) Penalba naît à San Pedro, dans la province de Buenos Aires, de parents espagnols. Au long des déplacements de son père, constructeur de voies ferrées, elle passe la plus large part de son enfance au Chili, trois ans en Patagonie, puis dans la province de San Juan, au pied de la cordillère des Andes.
Très jeune elle manifeste son intérêt pour le dessin et la peinture. Elle échappe à quatorze ans à la sévérité du climat familial en trouvant un emploi de secrétaire et s'inscrit à des cours du soir de dessin. En 1930, elle entre à l'école des beaux-arts de Buenos Aires où elle obtient le diplôme de professeur de dessin et de peinture, participe à des salons et à des expositions collectives, obtenant plusieurs prix nationaux.
Lauréate en 1948 d'une bourse du gouvernement français, Alicia Penalba s'installe en novembre de cette année-là à Paris. Elle s'inscrit à l'école des beaux-arts en gravure et, à partir de 1949, commence à sculpter dans l'atelier de Condoy puis travaille durant trois ans dans l'atelier de Zadkine à l'académie de la Grande Chaumière,. Elle découvre alors les œuvres de Jean Arp, Brancusi, Giacometti et fait la connaissance d'Étienne-Martin, François Stahly, Étienne Hajdu, Marta Colvin, Marino di Teana avec qui elle participera à de nombreuses expositions collectives. En 1950, elle s'installe dans un petit atelier à Montrouge.
Alicia Penalba crée en 1951 sa première sculpture non figurative et détruit la plupart de ses premiers travaux. À partir de 1953, elle entreprend, autour de rythmes verticaux, des séries de Totems (Surveillant des rêves, Le Voyeur des Nuits) ou de Liturgies végétales et présente sa première exposition personnelle à Paris en 1957 à la galerie du Dragon.
Sur la fin des années 1950, dans la série des Doubles, ces rythmes se fractionnent en éléments distincts entre lesquels joue la lumière. À partir de 1959, elle commence à réaliser des sculptures pour l'architecture. La galerie Claude Bernard lui consacre en 1960 une monographie mais, soucieuse d'indépendance, elle mettra fin à cette collaboration.
En 1961 elle reçoit le prix international de sculpture de la Ve Biennale de São Paulo au Brésil. Ses expositions se multiplient, notamment à New York (avec Eduardo Chillida, Étienne Martin et Hajdu), Zurich, Rio de Janeiro, Otterlo, Eindhoven, Washington, Bâle, Lausanne, Paris (avec les peintres Wifredo Lam, Simona Ertan et Roberto Matta), Rome, Milan, Genève, Bruxelles, Caracas. 

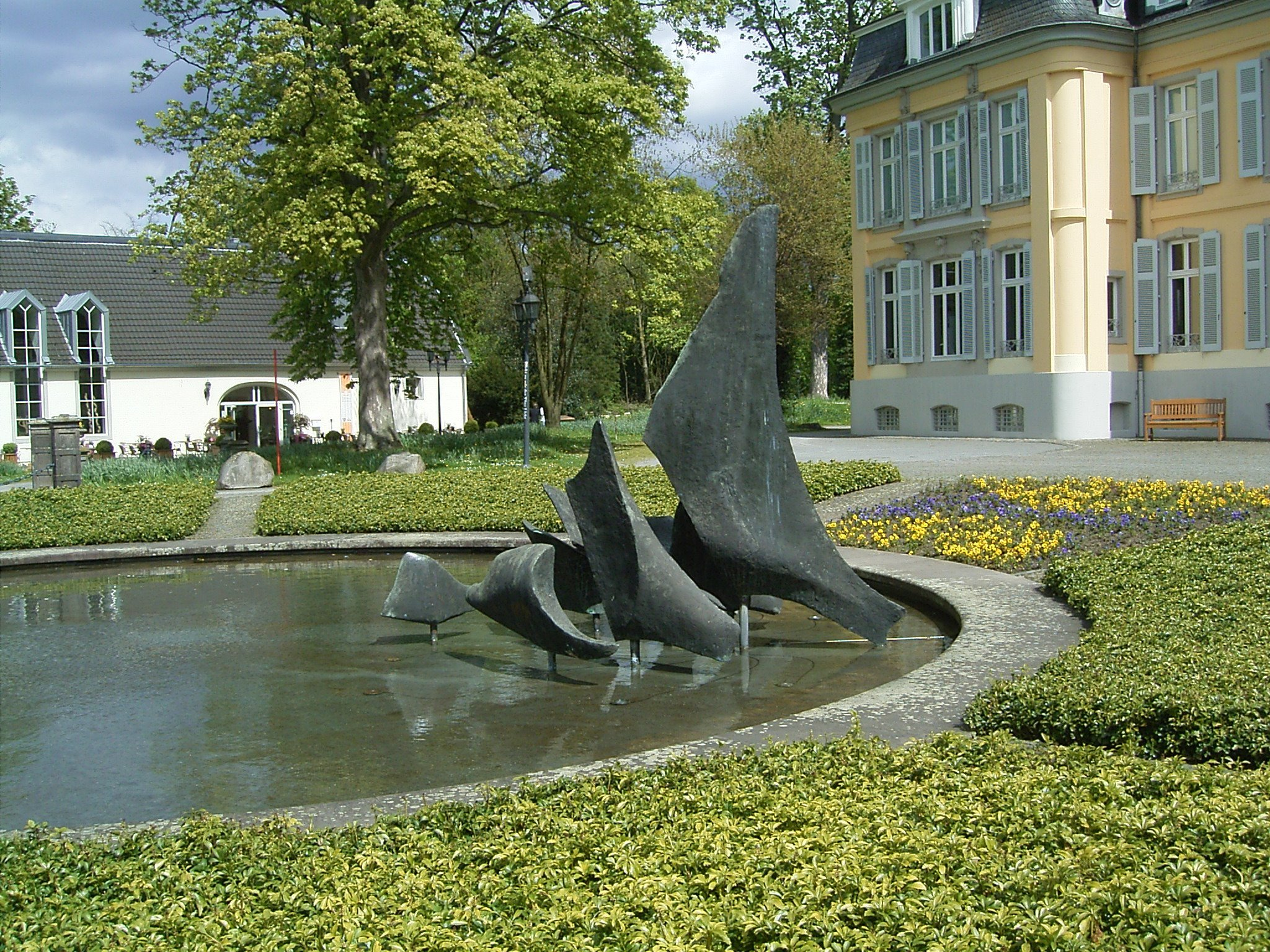
Fontaine monumentale à Leverkusen.

Par la suite Alicia Penalba développe, généralement en bronze, plusieurs séries dans lesquels les éléments, resserrés sur eux-mêmes (Fruits de mer) ou éclatés, se rassemblent, dans les années 1960, en un mouvement ascensionnel de volumes horizontaux et obliques, en équilibre instable, suggérant l'élan d'un envol (Ailées), que commente de façon poétique Pablo Neruda. Ses œuvres sont introduites dans un grand nombre de musées ou de parcs de sculptures de France, à Paris et en province (université de Bordeaux), d'Allemagne, de Belgique, du Luxembourg, de Suisse (Centre Paul-Klee à Berne), d'Italie, d'Argentine, du Pérou et des États-Unis. 
Dans les années 1970, Alicia Penalba se tourne également vers les arts décoratifs. Elle crée cinq formes de vase en porcelaine, une sculpture en édition limitée en grès, et les décors Diabolico et Gnome pour des coupes et des assiettes en porcelaine, ensemble réalisé avec la manufacture nationale de Sèvres. On lui doit aussi un ensemble de bijoux (à partir de 1964), des tapis, des tapisseries (manufacture des Gobelins) et des lithographies.
Alicia Penalba meurt à la suite d'un accident le 4 novembre 1982, , sa voiture fauchée par un train, alors qu'elle se rendait avec son compagnon Michel Chilo à l'enterrement du père de son ami.

## Jugement
« ... Ainsi Alicia Penalba apprit à construire des étoiles. Elle les fait de pierre ou d'argent, d'or ou de bois, mais toujours en les détachant du magma originel ou de la blancheur éternelle. Ses créations rugueuses et explosives conservent le sceau originel de ce silence, de ces tonnerres qui détruisent et créent. Les rues du monde, les cités marquent leurs artistes d'une encre indélébile, de bazar ou d'officine. Ceux qui viennent de l'espace gardent le front marqué par la bourrasque, par le feu, par le froid ou par la géographie... »

— Pablo Neruda (1972)

## Élèves
- Osvaldo Rodríguez.

## Expositions

### Expositions personnelles
- 1957 : Galerie du Dragon, Paris
- 1960 : Galerie Claude Bernard, Paris
- 1960 : Otto Gerson Gallery, New York
- 1961 : Galerie Charles Lienhard, Zürich
- 1962 : Museu de Arte Moderna do Rio de Janeiro
- 1962 : Devorah Sherman Gallery, Chicago
- 1964 : Rijksmuseum Kröller-Müller, Otterlo ; Stedlijk van Abbemuseum, Eindhoven ; Städtisches Museum Schloß Morsbroich, Leverkusen
- 1965 : Galerie Henri Creuzevault, Paris
- 1966 : Galerie Bonino, New York
- 1966 : The Phillips Collection, Washington D.C.
- 1967 : Galerie d’art moderne Marie-Suzanne Feigel, Bâle
- 1967 : Galerie Alice Pauli, Lausanne
- 1968 : Galerie du Prieuré, Carnac
- 1969 : Nuovo Carpine Galleria d’arte, Rome
- 1969 : Toninelli Arte Moderna, Milan, noviembre, 1969.
- 1970 : Galerie F.F. Gennari, Paris
- 1971 : Galerie Alice Pauli, Lausanne
- 1971 : Galerie d’art moderne Marie-Suzanne Feigel, Bâle
- 1971 : M.C.O, Orléans
- 1975 : Studio Incisione Oggi, Viareggio
- 1975 : Artel Galerie, Genève
- 1975 : Galerie de France et du Benelux, Bruxelles
- 1976 : Galería Arte/Contacto, Caracas
- 1976 : Galleria Stendhal, Milan
- 1977 : Musée d’art moderne de la ville de Paris, Paris
- 1977 : galerie Villand et Galanis, Paris
- 1978 : Museo de Bellas Artes de Caracas, Caracas
- 1980 : Galleria Pieter Coray, Lugano
- 1980 : Parc de la Mairie de Vernier, Vernier
- 1980 : Stadtpark St. Gallen, Historischen Museum, Saint Gall
- 1980 : Artcurial, Paris
- 1981 : Galerie Carmen Cassé, Paris
- 1981 : Jardins du Général-Dupas, Paris
- 1981 : Centre Culturel Municipal Jacques Prévert, Villeparisis
- 1982 : Musée des Beaux-Arts de La Chaux-de-Fonds, La Chaux-de-Fonds
- 1982 : Jardin Massey, Ville de Tarbes
- 1988 : Maison de l’Amérique latine, Paris
- 1993 : Rubbers, Buenos Aires
- 1999 : Rubbers, Buenos Aires
- 2002 : Daniel Maman Fine Art, Buenos Aires
- 2016-2017 : MALBA, Museo de Arte Latinoamericano de Buenos Aires, Buenos Aires
- 2019 : galerie Jean-Marc Lelouch, Paris
- 2020 : Galerie A&R Fleury & Maison de l’Amérique latine, Paris

### Quelques expositions collectives
D'après Michel Seuphor, Alicia Penalba, Amriswil, Bodensee Verlag, 1960, p. 19 et Alicia Penalba, Paris, Éditions Carmen Martinez, 1977, p. 138-157.
- 1952 : Salon de mai, Paris
- 1952-1957 : Salon de la jeune sculpture, Paris
- 1953, 1956, 1957 et 1959 : Biennale d'Anvers, Parc de Middlehelm, Anvers
- 1955 et 1957 : « 15 sculpteurs », galerie Suzanne de Coninck, Paris
- 1955 et 1958 : Salon des réalités nouvelles, Paris
- 1956 : « Sculpture d'un temps autre » (Michel Tapié), galerie Intérieure, Angers ; « École de Paris », Japon
- 1957 : Sculpture d'un temps autre, musée de Tours, Tours ; « Art et industrie française », Kunstgewerbemuseum, Zürich ; Exposition internationale du musée Rodin, Paris
- 1958 : « Sculpteurs », galerie Breteau, Paris ; 5e biennale de sculpture, Yverdon ; musée de Charleroi, Charleroi ; Kunsthalle Recklinghausen ; « Sept sculpteurs », musée Guggenheim, New York
- 1958 et 1959 : « Sculpture internationale », galerie Claude Bernard, Paris
- 1959 : documenta 2, Kassel ; « Drei Bildhauer aus Paris (Cousins-Hajdu-Penalba) », Museum, Haus Lange, Krefeld ; « Sculptures et dessins », Fine Arts Gallery, New York ; Biennale Triveneta, Padova
- 1960 : « De Daumier à nos jours », musée de Saint-Étienne, Saint-Étienne
- 2013 : Sculptrices, Fondation Villa Datris[9].

## Musées et collections publiques
- Allemagne : Staatsgalerie, Stuttgart ; Museum Morsbroich, Leverkusen
- Argentine : Colección de Arte Amalia Lacroze de Fortabat, Buenos Aires ; Colección de Arte de la Cancillería Argentina, Buenos Aires ; Fundación Federico Jorge Klemm, Buenos Aires ; Museo Nacional de Bellas Artes, Buenos Aires ; Museo de Arte Latinoamericano, Buenos Aires
- Autriche : Museum Moderner Kunst - Stiftung Ludwig, Vienne
- Belgique : Middelheimmuseum, Anvers
- Brésil : Museu de Arte Moderna, Rio de Janeiro
- Chili : Museo de la Solidaridad Salvador Allende, Santiago
- États-Unis : Albright-Knox Art Gallery, Buffalo ; Bechtler Museum of Modern Art, Charlotte, NC ; Brooklyn Museum, New York ; Cleveland Museum of Art, Cleveland ; Dallas Museum of Fine Arts, Dallas ; Fogg Museum, Harvard Art Museums, Cambridge ; Hirshhorn Museum and Sculpture Garden, Washington D.C., Kimbell Art Museum, Fort Worth, Texas ; Museum of Art, Carnegie Institute, Pittsburgh ; New Orleans Museum of Art, Nouvelle-Orléans ; Palm Springs Art Museum, Palm Springs ; The Phillips Collection, Washington D.C. ; Yale University Art Gallery, New Haven
- France : Musée d’Art Moderne de la Ville de Paris, Paris ; Musée National d’Art Moderne, Centre National d’Art et Culture Georges Pompidou, Paris ; Musée MUba Eugène Leroy, Tourcoing ; Musée Unterlinden, Colmar
- Italie : Museo dei Bozzetti Pierluigi Gherardi, Pietrasanta
- Japon : The Hakone Open-Air Museum, Kanagawa
- Pays-Bas : Rijksmuseum Kröller-Müller, Otterlo ; Van Abbemuseum, Eindhoven
- Suisse : Fondation Pierre Gianadda, Martigny ; Universität St. Gallen, Saint Gall ; Skulpturenpark Martha Müller, Zentrum Paul Klee, Berne
- Uruguay : Fundación Pablo Atchugarry, Maldonado
- Venezuela : Museo de Bellas Artes, Caracas

## Réalisations monumentales
- 1963 : 12 sculptures en béton pour les nouveaux bâtiments de la Hochschule de Saint-Gall
- 1965 : fontaine monumentale pour le Berufschulezentrum de Leverkusen
- 1970 : fontaine et relief en bronze pour le nouveau siège de la société Roche, île de la Jatte, Neuilly
- 1972 : sculpture pour le nouveau siège de M.G.IC. à Milwaukee; sculpture pour les jardins du domaine universitaire de Talence-Bordeaux

### Éléments de bibliographie
: source utilisée pour la rédaction de cet article

#### Monographies
- Patrick Waldberg, Penalba, galerie du Dragon, Paris, 1957
- Michel Seuphor, Alicia Penalba (édition trilingue : français, allemand et anglais), Amriswil, Bodensee Verlag, 1960
- Jörn Merkert, Alicia Penalba, Paris, éditions Carmen Martinez, 1977
- Frédérick Aubourg, Alicia Penalba. Vers l'envol, Paris, Cohen&Cohen, 2021

#### Catalogues d'expositions
- Alicia Penalba, Otto Gerson Gallery, New York, 1960
- Alicia Penalba, galerie Charles Lienhard, Zürich, 1961
- Alicia Penalba, museu de Arte Moderna, Rio de Janeiro, 1962
- Alicia Penalba, Devorah Shermann gallery, Chicago, 1962
- Penalba, biographie par Patrick Waldberg, pensées de Penalba, Rijkmuseum Kröller-Müller, Otterlo - Stadelijk van Abbemuseum, Eindhoven - Städtisches Museum, Leverkusen, 1964
- Penalba, sculpture 1960-1965, préface de Michel Seuphor, réflexions d'Alicia Penalba, galerie Creuzevault, Paris, 1965
- Penalba, préface de Roger van Gindertael, galeria Bonino, New York, 1966
- Penalba, The Phillips Collection, Washington, 1966
- Alicia Penalba, galerie d'Art Moderne, Bâle - galerie Alice Pauli, Lausanne, 1967
- Totems et Tablous, Lam, Matta, Penalba, introduction d'André Berne-Joffroy, préface de Patrick Waldberg, textes de Luce Hoctin, Michel Seuphor, Édouard Jaguer, Alicia Penalba, André Kuenzi, musée d'Art moderne de la ville de Paris, 1968
- Penalba, préface de Giovanni Caradente, Nuovo Carpine, Rome - Toninelli Arte Moderna, Milan, 1969
- Penalba, notes d'Alicia Penalba, galerie Alice Pauli, Lausanne - galerie d'Art moderne, Bâle, 1971
- Penalba, textes de Pablo Neruda, Angel Bonomini et Pierre Descargues, Artel Galerie, Genève, 1975
- Penalba, préface de René Deroudille, galerie de France et du Benelux, Bruxelles, 1975
- Alicia Penalba, esculturales originales 1953-1969, Arte/Contacto, Caracas, 1976
- Alicia Penalba, textes d'André Berne-Joffroy, Jacques Goldstein, Denys Chevalier, Michel Ragon, Dorothea Christ, musée d'Art moderne de la ville de Paris, 1977 (60 p.)
- Alicia Penalba, Paris, éditions galerie Villand et Galanis, 1977
- Alicia Penalba : Obras de su Atelier (texte en espagnol, anglais et français), Editorial Nexos, Buenos Aires, 2002 (78 p.)
- Alicia Penalba, escultora, MALBA, Buenos Aires, 2016  (ISBN 978-84-16282-77-7)
- Alicia Penalba, Le langage des formes, Galerie A&R Fleury, Paris. Préface de François Vitrani, DG de la Maison de l’Amérique latine, Paris, texte de Victoria Giraudo, ex conservatrice en chef du MALBA, Buenos Aires, Paris, 2021  (ISBN 978-2-9578623-1-3)

#### Articles
- Valentin Grivet, « Alicia Penalba, de l'ombre à la lumière », dans La Gazette de l'Hôtel Drouot, Paris, 11 janvier 2019, p. 118-121
- Rafael Pic, « Alicia Penalba, "Le langage des formes", Galerie A&R Fleury, dans Le Quotidien de l'Art no 2241, Paris, jeudi 30 septembre 2021

#### Ouvrages généraux
- Michel Seuphor, La Sculpture de ce siècle, Éditions du Griffon, Neuchâtel, 1959
- Michel Ragon et Michel Seuphor, L'Art abstrait, 4, 1945-1970, Paris, Maeght éditeur, 1974
- Aube Lardera, « Alicia Penalba », dans Ionel Jianou, Gérard Xuriguera, Aube Lardera, La Sculpture moderne en France, Paris, Arted éditions d'Art, 1982
- Autour de Juana Muller, sculptrices et peintres à Paris 1940-1960 (Marta Colvin, Charlotte Henschel, Elvire Jan, Vera Pagava, Alicia Penalba, Helen Phillips et Irène Zack), Maison des arts, parc Bourdeau, Antony, avril-juin 2016